# Luigi Zorzi (procuratore)
Luigi Zorzi (Venezia, ... – Venezia, maggio 1593) è stato un politico italiano.
Figlio di Benedetto Zorzi, dopo aver occupato in patria vari incarichi pubblici venne inviato nel 1570 a combattere a Corfù poiché provveditore generale di quell'isola: ritornato, occupò altre cariche pubbliche e nel 1578 divenne provveditore dell'Arsenale. Lasciò poi questo incarico per assumere quello di provveditore della fabbrica di Palazzo Ducale, assieme a Jacopo Foscarini e a Pietro Foscari. Divenne poi capitano di Padova, e ricoprì in quella città vari incarichi, essendo più volte rieletto. Divenuto procuratore del cantiere per l'edificazione del ponte di Rialto, venne nel 1587 inviato in Friuli per appianare alcuni contrasti sorti con gli arciduchi d'Austria. Morto Gianfrancesco Priuli il 5 febbraio 1591 venne nominato procuratore di San Marco in luogo di quegli. Morì nel maggio del 1593: venne sepolto presso San Francesco della Vigna.